# آلیسون شوگمایر
آلیسون شوگمایر (انگلیسی: Alison Schwagmeyer؛ زادهٔ ۳۱ ژوئیهٔ ۱۹۹۰) بازیکن بسکتبال اهل استرالیا است.